# Chloride (Arizona)
Chloride es un lugar designado por el censo ubicado en el condado de Mohave en el estado estadounidense de Arizona. En el Censo de 2010 tenía una población de 271 habitantes y una densidad poblacional de 69,43 personas por km².

## Geografía
Chloride se encuentra ubicado en las coordenadas 35°24′35″N 114°11′50″O / 35.40972, -114.19722. Según la Oficina del Censo de los Estados Unidos, Chloride tiene una superficie total de 3.9 km², de la cual 3.9 km² corresponden a tierra firme y (0%) 0 km² es agua.

## Demografía
Según el censo de 2010, había 271 personas residiendo en Chloride. La densidad de población era de 69,43 hab./km². De los 271 habitantes, Chloride estaba compuesto por el 93.73% blancos, el 0% eran afroamericanos, el 0.74% eran amerindios, el 1.11% eran asiáticos, el 1.48% eran isleños del Pacífico, el 0.37% eran de otras razas y el 2.58% pertenecían a dos o más razas. Del total de la población el 4.06% eran hispanos o latinos de cualquier raza.